# أوليفييه هايم
أوليفييه هايم (بالهولندية: Olivier Heim) هو مغني هولندي، ولد في 27 يونيو 1986 في الولايات المتحدة.